# 清水宏 (映画監督)
清水 宏（しみず ひろし、1903年3月28日 - 1966年6月23日）は、大正・昭和期の映画監督。作為的な物語、セリフ、演技、演出を極力排除する実写的精神を大事にし、「役者なんかものをいう小道具」という言葉を残している。

## 生涯

### 松竹蒲田入社まで
1903年3月28日、静岡県磐田郡山香村西渡にある母の実家で生まれる。両親が不仲だった為、天竜川の上流にある母の実家で祖父に育てられる。父は古河鉱業の社員、母は山村で林業を営む大地主の大橋家の娘と言われている。遠縁に松竹ヌーヴェル・ヴァーグの編集者の浦岡敬一がいる。
村の小学生の頃から腕白で成績が悪く、その為に東京市芝区浜松町に住む父親のもとに引き取られる。1910年、芝区桜川町の神明小学校の2年に編入、同級生に映画監督の滝沢英輔、前進座の俳優の河原崎長十郎がいて、清水は餓鬼大将だったという。
父の希望で浜松の中学校に入り、在学中は水泳部の選手だったが、悪友たちと賽銭泥棒や芸者遊びに興じており、部活動はおろか全く勉学はしていないと発言している。卒業後の1920年、清水本人によれば、北海道大学農学部に入学したとの発言が確認できるが、学業が退屈と言う理由で1年で中退したという。しかし、当時の映画関係者には、この学歴を疑う意見が多くある。
帰京後の1921年、浅草で映写技師の生活をする。国活角筈撮影所の撮影技師、鈴木照夫の紹介で原田三夫の助手となる。科学雑誌の分野を開拓した原田三夫は、科学教育を目的に映画製作を始めた頃だった。
1922年、原田の「学芸活動写真社」は解散、清水は鎌倉名越に移った原田の住み込み助手となる。

### 松竹蒲田時代
1922年11月頃、父の在米時代の知人有島武郎の玄関番をつとめていた関係から、小山内薫に紹介され、栗島すみ子の口利きで松竹蒲田撮影所に入社。池田義信監督に助手として付くが、先輩の助監督に成瀬巳喜男がいた。翌1923年、小津安二郎が松竹に入社し、清水と小津は終生の親友となる。関東大震災のため、蒲田のスタッフは、1923年の下半期は京都に移る。
1924年6月、蔦見丈夫とともに監督に昇進、7月、入社して2年も経たずにまだ21歳の若さで『峠の彼方』で監督デビューを果たす。当時においても異例の若さであり、新人時代は、山村や田舎の田園風景を背景にして若者たちの失恋と恋の衝動を多く描いて、センチメンタルな作風だったと言われている。山の話ばかり撮るため、「山監」と呼ばれたこともあった。

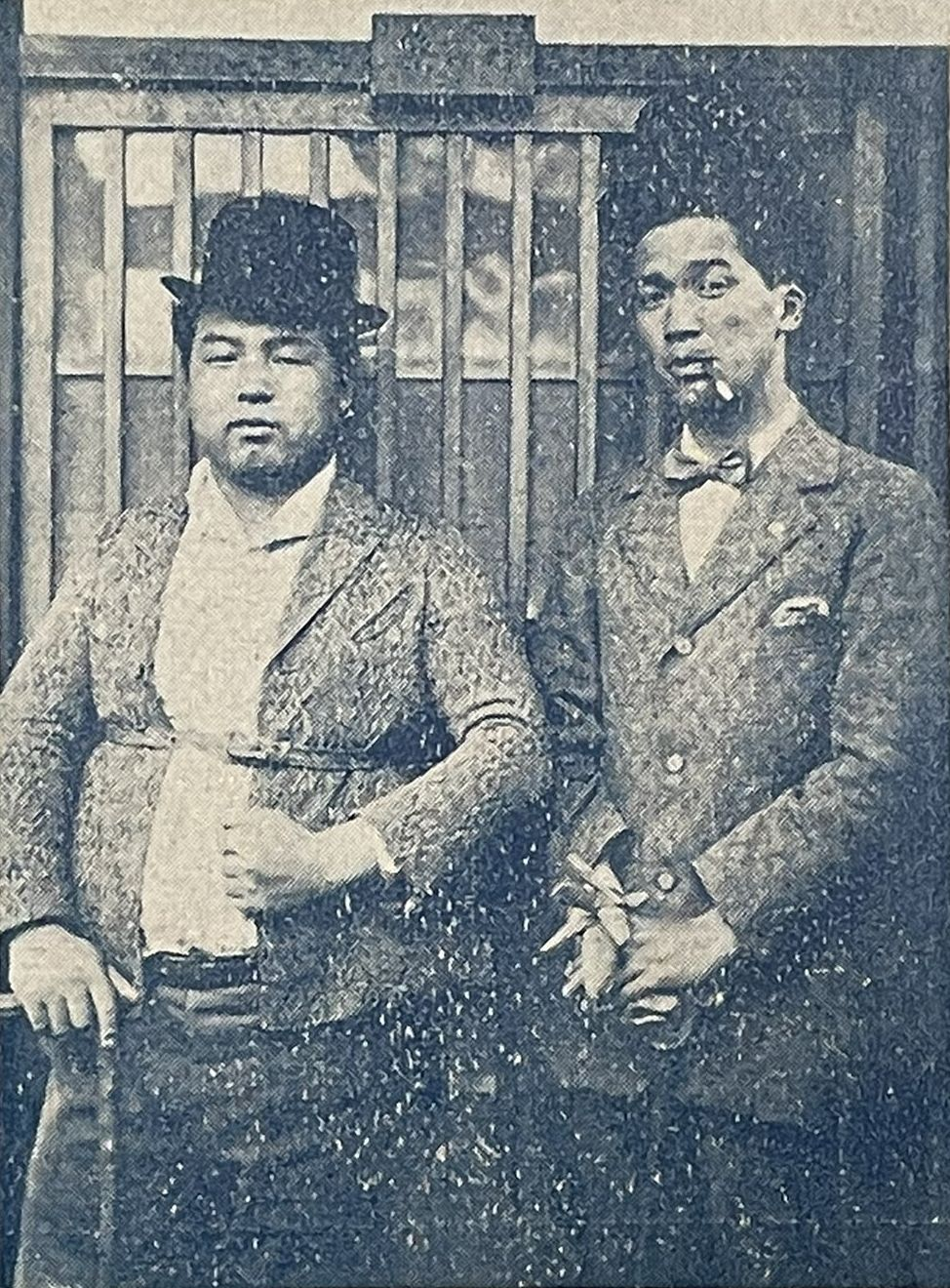
清水宏（左）、大久保忠素（右）

1924年9月、前蒲田撮影所長の野村芳亭の京都行きに従って、柳さく子、大久保忠素らと下加茂撮影所に移った。下加茂に入社したばかりだった田中絹代が、清水の監督した『村の牧場』（1924年）で主演デビューを果たし、その後、田中絹代と恋に落ちて結婚しようとする。スター女優になりかけていた田中絹代と公に結婚という訳にいかず、城戸四郎撮影所長から「試験結婚」を勧められて1927年に同棲するが、喧嘩が絶えず、1929年に破局した。1930年、清水は伊豆下田の名妓と結婚するが、子どもはなく養女を迎えている。
仕事面においては、1925年7月に蒲田に復帰し、若きメロドラマ作者として将来を嘱望された。作品歴においては、メロドラマのほか、流行した新聞小説の映画化、旅芸人や放浪者など旅する人々を描いた小さな物語、ペーソスのあるコメディなど多様な作品を量産して精力的に働いた。松竹一の早撮りの多作家となり、デビュー10年目にして既に100作品近くの映画を監督した。撮影所入社以来、多忙をきわめ、当時、「急がされると良いものができる」とまで言われた。

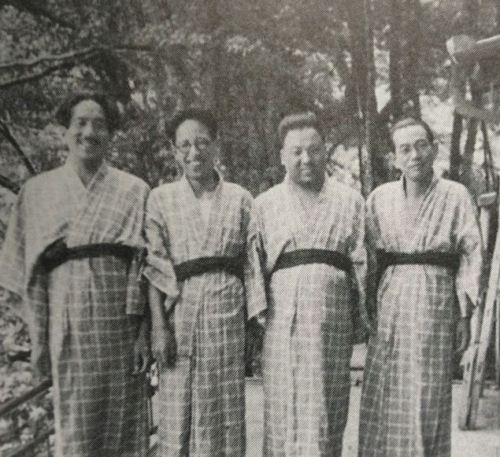
小津安二郎-伏見晁-清水宏-野田高梧-1928

元号が昭和となった頃、親友の小津安二郎とともに、1930年代のソフィスティケートされた松竹蒲田のモダニズムを担った。清水と小津は年齢が同じで、二人ともやんちゃでモダンボーイだった。この時期の清水のスマートで都会的なモダニズムの代表作に、北村小松脚本で岡田時彦と及川道子が主演した『恋愛第一課』（1930年）などがある。
1930年代初め、流行新聞小説を映画化したメロドラマで商業的に成功したため、若手監督として撮影所長の城戸四郎からフレッシュさを認められ、手際のいい商業映画の監督として重宝がられた。
特に、『大学の若旦那』（1933年）に始まる「大学の若旦那シリーズ」で明るく朗らかな笑いを提供し、清水は、このシリーズの成功によって松竹現代劇の娯楽映画を代表する監督となった。主演には、清水と体型が似た慶応ラグビー出身の藤井貢があたったが、このシリーズは、清水のオリジナルなアイデアであり、スポーツの花形選手でもある下町の老舗の若旦那が、恋とスポーツに活躍する朗らかでスマートなコメディである。シリーズ全般を通して、坂本武、吉川満子、武田春郎、三井秀男ら松竹の脇役俳優たちが、朗らかで暖かい笑いをみせて、非常に面白い映画として当時の観客を喜ばせたと言われている。
都会の若者たちの商業映画を撮る一方で、清水は、早くから伊豆など自然のロケーションを好んで、山村や港町を舞台に旅人たちへの共感や感傷、現世の倦怠感や無常を叙情的に描くオリジナルの小品を作っていった。特に、主人公は、モダンで粋な感じの流れ者の女が多く、その流転する人生のはかなさを見守るように描いた。

### 松竹大船時代
日本映画界が本格的にトーキーの時代を迎えた1936年、上原謙を主役に『有りがたうさん』を発表。伊豆の街道をバス1台で走りながら、その中でとられた全編ロケーションでとる手法は、「実写的精神」と呼ばれ、絶賛を浴びる。それ以来、自然の情景の中で演技を発展させる手法を徹底的に追求することとなる。
清水は作為ではない、あるがままなものを好んだため、子どもや新人俳優、大部屋俳優、素人を好んで使った。その流れで、坪田譲治の児童文学を映像化した『風の中の子供』（1937年）、『子供の四季』（1939年）の中で彼の演出技法は、効果的だった。
この2作品の児童映画の成功から、以降、清水は、子供をうまく使う監督として有名になる。また、大人の役者の芝居くささを嫌い、伊豆を中心に自然な情景を好んだ。
当時、清水作品の子ども達の生き生きとした姿に驚いた映画評論家が、その演出の秘密をきくと、清水は、餓鬼大将のように遊んでやるのさ、と答えたという。特に、爆弾小僧（横山準）、突貫小僧（青木富夫）らやんちゃな子役を可愛がった。
1939年、36歳で松竹大船の筆頭監督となる。1937年に始まった日中戦争の世相のなかで、時代の要請もあって、朝鮮で『ともだち』（1940年）、台湾で『サヨンの鐘』（1943年）を撮るが、そこでも自然風景に対する独自の視線と自然のままの子どものような人物を描くという姿勢は一貫していた。
1930年代後半、スポーツ学生の軍事教練の行進で始まる『花形選手』（1937年）、ひなびた温泉宿の淡く美しい交流をエッセイのように撮った『簪』（1941年）などで、素朴な快活さやゆったりとしたユーモア、美しい情緒を描き出すが、当時の社会に横たわる世相もさりげなく写し撮った。
1940年、児童映画の延長として、当時、社会的にもシリアスな題材だった「特殊非行児童」を取り上げた『みかへりの塔』（1941年）を大阪の修徳学院で長期ロケをして撮影し、1940年前後は、名実ともに日本映画の巨匠として活躍した。清水の言動や作品から推測すると「特殊」はいないという信念を持っていたと思われる。
しかし、1943年、台湾で『サヨンの鐘』（1943年）を製作中に松竹大船撮影所を追放された。清水の横暴な性格などがその原因と言われている。一時は撮影所を離れて、京都や奈良の仏像に親しむ生活を送った。

### 戦後
戦後は松竹を辞め、一時は隠遁したと噂されたが、戦災孤児たちを十数人引き取り熱海の山中で育てながら、1948年に自らの独立プロ「蜂の巣映画」を立ち上げ、彼らを主人公に『蜂の巣の子供たち』（1948年）をはじめとする「蜂の巣3部作」を作った。『蜂の巣の子供たち』（1948年）は、戦後の独立プロの嚆矢としても知られている。
また、新東宝で発表した没落しながらも風流な生き方を求めた『小原庄助さん』（1949年）、脳性麻痺児の療育施設を描いた『しいのみ学園』（1955年）も知られている。
1956年、溝口健二に誘われ、大映と専属契約を結ぶ。大映では最後の劇映画となった『母のおもかげ』（1959年）など母親と子どもの関係を描いた作品を手がけた。最後の仕事は、日本教育テレビ（現：テレビ朝日）の連続テレビドラマ『良寛さまと子供たち』（1959年）の監修である。
戦後のプライベートな面では、1949年に買い取った伊豆の農場（現在の熱海市下多賀）に移り住んで、戦災孤児たちと共同生活を送ったことが有名である。また、陶芸にも凝り、熱海在住の小説家の志賀直哉と彼に師事していた福田蘭堂、画家の須田剋太などの文化人とも交流した。
晩年は1951年に発作を起こした心臓病の養生をかねて、1965年に京都市の北嵯峨に大邸宅を構えて悠々自適に過ごした。
1966年6月23日午前2時、北嵯峨の自宅書斎で愛犬を抱きながら、雑誌を読んでいる最中に、心臓麻痺のために急逝した。読んでいた雑誌の頁は、蜜蜂の群れを追って南から北へ移動する養蜂業者の記事だったという。
6月24日、生前の遺志により告別式なく自宅で密葬、遺志に従って生前、大徳寺の塔頭で住職と親しくしていた大光院の墓に埋葬された。
七十七日忌には城戸四郎、内田吐夢、笠智衆、飯田蝶子、木暮実千代、岩崎昶らが弔問に訪れ、分骨が故郷の天竜川に流された。墓石には名前も何も刻まれてはいない。

## その後の再評価
没後も一定の評価はあったが、忘れられた過去の巨匠の側面が強かった。例えば、俳優の笠智衆は、自著で「僕は、清水監督の作品が実に好きで、自分が出してもらったのを含め、いいシャシンがいっぱいあったと思います。小津先生の作品は、いろんな人があれこれ言いますが、清水オヤジのシャシンをきちんと評価する人がいないのが不思議でなりません。」（「先生の親友・清水オヤジ」『大船日記 小津安二郎先生の思い出』扶桑社、1991年）と述べていた。
1990年代前半に松竹から清水宏作品のビデオが発売され、90年代半ば頃から松竹時代を中心に清水宏の再評価の機運が高まった。
その後、2003年、第4回東京フィルメックス国際映画祭において特集上映企画「清水宏 生誕100年」（東京国立近代美術館フィルムセンター共催）が開催され、『港の日本娘』など10作品が上映。清水宏作品の『簪』が同映画祭の観客賞を受賞した。
また、2004年には、第54回ベルリン国際映画祭のフォーラム部門で「清水宏監督特集」、第28回香港国際映画祭でレトロスペクティヴ「清水宏101年記念展」が開催された。
同時期に活躍した小津安二郎や溝口健二と比べると現在でも知名度は不当に低いが、2007年、代表作の一つである『按摩と女』が、草彅剛主演、石井克人監督でカヴァー作品『山のあなた〜徳市の恋〜』として製作されることが発表、2008年に東宝系列で公開された。
2007年、広島で発見された短篇映画『奈良には古き仏たち』（1953年）が上映され、東京や大阪で清水宏のレトロスペクティヴが行なわれた。
2008年には、松竹からDVD-BOX「清水宏監督作品コレクション」（第一集「山あいの風景」、第二集「子どもの四季」）が発売された。

## エピソード
- 助監督時代はまったく働かず、カメラの前で演出術を研究しているだけだったので、銅像というあだ名がついた。また、助監督の成瀬巳喜男が働こうとすると清水に怒られたという。
- 助監督時代に『船頭小唄』（池田義信監督作品）の撮影中、成瀬と一緒に魚屋に扮して臨時出演したが、たまたま撮影所に見学に来ていた清水の父はその姿を見て落胆したという。
- 撮影所長の城戸四郎は著書『日本映画伝』にて「清水のメロドラマの扱い方はタッチの上でフレッシュネスなものがあった」と述べ、また「役者の表情に頼って芝居の押しをする代わりに、カットの細かさによって役者のアクティングを分解して、それを清水らしいアングルでとらえて、その積み重ねでもってストーリーを押していく（中略）、その点では上手かった」と評していたが、『有りがたうさん』以降の実写精神は行き過ぎであると批判している。

## 著作物

### 代表的な映像作品
- 峠の彼方（1924年）
- 落武者（1925年）
- 森の鍛冶屋（フランス語版）（1929年）
- あひる女（1929年）
- 不壊の白珠（1929年）
- 七つの海 前篇 処女篇 / 後篇 貞操篇 松竹蒲田（1931年12月23日–1932年2月11日）
- 泣き濡れた春の女よ 松竹蒲田（1933年5月11日）
- 港の日本娘 松竹蒲田（1933年6月1日）第54回ベルリン国際映画祭フォーラム部門出品[DVD 1]
- 大学の若旦那（1933年）
- 金環蝕（英語版）（1934年）
- 東京の英雄（1935年）
- 有りがたうさん（1936年）[DVD 1]
- 花形選手（1937年）[DVD 2]
- 風の中の子供（1937年）[DVD 3][注釈 4]
- 恋も忘れて（1937年)
- 金色夜叉（1937年)[DVD 4]
- 新家庭暦（1938年）
- 按摩と女（1938年）[DVD 1]
- 家庭日記 松竹大船（1938年9月29日）[注釈 5]
- 子供の四季（1939年）[DVD 3][注釈 6]
- 信子（1940年）[DVD 3]
- ともだち（1940年・朝鮮）文部省推薦映画[注釈 7]
- みかへりの塔（1941年）[DVD 3][注釈 8]
- 歌女おぼえ書（1941年）
- 団栗と椎の実（1941年）
- 暁の合唱（1941年）
- 簪（1941年）[DVD 1]
- 女医の記録（フランス語版） 松竹大船（1941年11月23日）
- サヨンの鐘（1943年・台湾）
- 必勝歌（フランス語版）（1945年）
- 蜂の巣の子供たち（1948年）
- 明日は日本晴れ（1948年）
- 小原庄助さん（1949年）
- 娘十八嘘つき時代（1949年）
- 母情（英語版）（1950年）
- その後の蜂の巣の子供たち（1951年）
- 桃の花の咲く下で（1951年）
- 大仏さまと子供たち（1952年）[注釈 9]
- もぐら横丁（1953年）
- 都会の横顔（1953年）
- 第二の接吻（1954年）
- しいのみ学園（1955年）
- 次郎物語（1955年10月25日）
- 何故彼女等はそうなったか（1956年）
- 人情馬鹿（1956年）
- 母を求める子等（1956年）
- 霧の音（1956年）
- 踊子（1957年）
- 母の旅路（1958年）
- 母のおもかげ（1959年）[12]

### 著述
- 清水宏、佐々木文雄「映画のできるまで」第005号、毎日新聞社、1949年、OCLC 834640157。
- 岸松雄『映画評論家岸松雄の仕事』ワイズ出版、2015年2月。ISBN 9784898302873。
  - 第3章 作品／作家論 : 清水宏 (述)「清水宏と『大仏さまと子供たち』」
  - 第4章 映画人物史 : 成瀬巳喜男 (述)「清水宏　清水宏が一年がゝりで撮っている『大仏さまと子供たち』」
  - 清水宏論 : 清水宏の演出手法について、清水宏の実写劇映画

### DVD
1. 1 2 3 4  清水宏 (監督); 北林透馬 (原作); 陶山密 (脚色); 出演：及川道子; 井上雪子; 沢蘭子ほか『山あいの風景(『有りがたうさん』『按摩と女』『簪（かんざし）』)』（DVD; 本編約219分＋特典ディスク78分; 本編ディスク：ドルビーデジタル・日本語（オリジナル）; モノラル／特典ディスク：なし（サイレント）; 字幕・バリアフリー再生機能つき：(1)日本語字幕 (2)英語字幕／特典ディスク：なし; 画面サイズ4：3／スタンダードサイズ; モノクロ; 本編ディスク：片面1層）松竹株式会社 映像商品部〈清水宏監督作品集第1集〉、2008年4月25日。DB-0175。 特典ディスク『港の日本娘』(1933年)
2. ↑  清水宏 (監督); 鯨屋富兵衛 (原作); 荒田正男 (脚色); 出演：佐野周二; 笠智衆; 日守新一; 近衛敏明; 大山健二; 坪内美子; 突貫小僧『花形選手』（64分; ドルビーデジタル・日本語（モノラル）; 字幕無し; 画面サイズ4：3／スタンダードサイズ; モノクロ; 片面1層）松竹株式会社; 株式会社コアラブックス〈Shochiku Classic Cinema〉。SYK-109S。
3. 1 2 3 4  清水宏 (監督); 坪田譲治 (原作); 出演：葉山正雄, 爆弾小僧, 河村黎吉, 吉川満子ほか『子どもの四季（『風の中の子供』、『信子』、『みかへりの塔』）』（DVD; 本編約287分＋特典ディスク146分; ドルビーデジタル・日本語（オリジナル）モノラル; 字幕・バリアフリー再生機能つき：日本語字幕・英語字幕）(1)日本語字幕 (2)英語字幕; 画面サイズ 4：3／スタンダードサイズ; モノクロ; 本編ディスク：片面1層／特典ディスク：片面2層）松竹株式会社 映像商品部〈清水宏監督作品集第2集〉、2008年6月27日。DB-0176。 - 特典ディスク『子供の四季』（1939年）
4. ↑  清水宏 (監督); 尾崎紅葉 (原作); 出演：川崎弘子, 夏川大二郎, 上山草人, 佐野周二, 佐分利信, 三宅邦子, 高峰三枝子, 笠智衆『金色夜叉』（約76分; ドルビーデジタル・日本語（モノラル）; 字幕無し; 画面サイズ4：3／スタンダードサイズ; モノクロ; 片面1層）松竹株式会社; 株式会社コアラブックス〈Shochiku Classic Cinema〉。SYK-101S。

## 関連文献
- 村上忠久「日本映画作家論」第148号、往来社、1936年、doi:10.11501/1871705。
- 「みかへりの塔」『掘り出された名作選』 6巻、キネマ旬報社〈キネマ旬報別冊 : 日本映画シナリオ古典全集〉、1966年10月。OCLC 959779076。
- 岸松雄「II-A 淸水宏論」『日本映画様式考』河出書房、1937年、15-26頁。doi:10.11501/1871443。
- 沢村勉「II 監督と作品—淸水宏と「みかへりの塔」」『現代映画論』桃蹊書房、東京、1941年、230-241頁。doi:10.11501/1871457。全国書誌番号:58005159。
- 杉山平一「淸水宏」『映画評論集』第一芸文社、京都、1941年、154-161頁。doi:10.11501/1871759。全国書誌番号:60003144。
- 「清水宏」『映画講座』 3巻、三笠書房、1952年、19頁。
- 北川冬彦「清水宏」『映画への誘い』温故堂出版部、温故堂、1952年、144-149頁。
- 飯島正「淸水宏 (第4期 (1931〔昭6〕–1941〔昭16〕(つづき))」『日本映画史』下巻、白水社、1955年、12-21頁。
- 岸松雄「清水宏と「大仏さまと子供たち」」『私の映画史』池田書店、1955年、169-178頁。
- 城戸四郎『日本映画伝 : 映画製作者の記録』文芸春秋新社、1956年、78-79頁。doi:10.11501/2479835。
- 「III 清水宏氏の近業」『伊丹万作全集』 2巻、筑摩書房、1961年、361-366頁。doi:10.11501/2495302。
- 加藤亘雄、山田洋次 (採録)「わが師清水宏」『講座日本映画』3 (トーキーの時代)、今村昌平 ほか (編)、岩波書店、1986年3月、234-245頁。
- 田中眞澄『映画読本・清水宏: 即興するポエジー、蘇る「超映画伝説」』フィルムアート社、2000年。ISBN 9784845900077。
- 『はじめに喜劇ありき : 清水宏、小津安二郎、成瀬巳喜男、山中貞雄、伊丹万作、そして斎藤寅次郎』石割平, 円尾敏郎, 谷輔次 (編)、ワイズ出版、2005年6月。
- 丸毛美樹「戦時期・占領期の日本における公的世界の支配に対する祝祭的反逆—清水宏のユーモア (1)」『Polyglossia : the Asia-Pacific's voice in language and language teaching』第10号、立命館アジア太平洋研究センター、別府、2005年4月、87-100頁、ISSN 1345-0891。
- 北海道大学大学院文学研究科映像・表現文化論講座（編）「表面の劇—清水宏『有りがたうさん』をめぐって」『層 : 映像と表現』第1巻、ゆまに書房、2007年6月、ISBN 9784843323595、NCID BA83381696。
- 窪田守弘『銀幕の即興詩人: 清水宏の生涯と作品』風媒社、2008年。ISBN 9784833131513。
- 淡島千景、坂尻昌平「清水宏監督『踊り子』（1957年、大映）と『母のおもかげ』（1959年、大映）」『淡島千景　女優というプリズム』志村三代子; 御園生涼子, 鷲谷花 (編著)、青弓社、2009年、281-283頁。ISBN 978-4-7872-7263-8。全国書誌番号:21585864。
- 石井克人 (述)「清水宏先生のナイスムービー3本」『三つ数えろ! : 映画監督が選ぶ名画3本立てプログラム (DVD&ブルーレイでーた編)』エンターブレイン、2012年10月。ISBN 978-4-04-728473-9。全国書誌番号:22166441。
- 山田宏一「日本映画について私が学んだ二、三の事柄 : 映画的な、あまりに映画的な (1)」、ワイズ出版、2015年10月、ISBN 9784898302958。